# Maagoe Peak
Der Maagoe Peak ist ein 1850 m hoher Berg im westantarktischen Ellsworthland. In der Heritage Range des Ellsworthgebirges ragt er am nördlichen Ende der Gifford Peaks auf.
Der United States Geological Survey kartierte ihn anhand eigener Vermessungen und Luftaufnahmen der United States Navy aus den Jahren von 1961 bis 1966. Das Advisory Committee on Antarctic Names benannte ihn 1966 nach dem Ionosphärenforscher Steffen Maagoe (1936–1975), der 1964 auf der US-amerikanischen Eights Station tätig war.